# Univerza v Benetkah
Univerza v Benetkah (uradni italijanski naziv Università Ca' Foscari Venezia) je univerza s sedežem v Ca' Foscari v Benetkah, ki je bila ustanovljena leta 1868. Danes ima univerza 4 fakultete z okoli 10.000 študenti.